# The universe & me
The universe & me is het 6e studioalbum van de Amerikaanse zanger-gitarist Tobin Sprout. Het album werd uitgebracht op 20 januari 2017.

## Productie
Op 8 november 2016 werd er een testdruk geperst op het label Rainbo Records.

## Ontvangst
Mark Deming van AllMusic noemt Sprout in zijn recensie van The universe & me een getalenteerd songwriter. Sinds hij wegging bij Guided by Voices, heeft Sprout zich als muzikant op de achtergrond begeven. Volgens Deming heeft Sprout met The universe & me laten zien dat hij nog altijd goed werk kan afleveren dat bestaat uit simpele maar expressieve melodieën. Het album doet hem denken aan de lo-fi productie van de vroege albums van Guided by Voices. Saby Reyes-Kulkarni van Pitchfork deelt deze mening en stelt dat "he still proves that simplicity doesn't equate to half-assery". Landon MacDonald van PopMatters merkt op dat The universe & me niet alleen in geluid maar ook in motief klinkt als het vroege werk van Guided by Voices.

## Tracklist
Alle muziek en teksten zijn geschreven door Tobin Sprout. 
| Nr. | Titel                              | Duur |
| --- | ---------------------------------- | ---- |
| 1.  | Future boy today / Man of tomorrow | 2:47 |
| 2.  | The universe and me                | 3:47 |
| 3.  | A walk across the human bridge     | 2:30 |
| 4.  | Manifest street                    | 2:24 |
| 5.  | Honor guards                       | 1:56 |
| 6.  | When I was a boy                   | 2:21 |
| 7.  | Cowboy curtains                    | 1:58 |
| 8.  | Heavenly bones                     | 2:15 |
| 9.  | Heart of wax                       | 2:13 |
| 10. | I fall you fall                    | 4:03 |
| 11. | Tomorrow from heaven               | 3:47 |
| 12. | To wake up June                    | 2:37 |
| 13. | Just one kid (takes on the world)  | 2:06 |
| 14. | Future boy (reprise)               | 1:40 |

## Bezetting
- Tobin Sprout, zang & muziek
- Gary Vermillion, drums op #8 en #13